# ملعب سيوداد دي فيسنتي لوبيز
ملعب سيوداد دي فيسنتي لوبيز (بالإنجليزية: Estadio Ciudad de Vicente López)‏ هو ملعب كرة قدم متعدد الأغراض يقع في بوينس آيرس، الأرجنتين، يتسع لـ 31000 متفرج.

## التاريخ
افتتح الملعب في 1979.